# Le Souffleur (film)
Pour les articles homonymes, voir Souffleur.
Pour plus de détails, voir Fiche technique et Distribution.
Le Souffleur est un film français réalisé par Guillaume Pixie, sorti en 2005.

## Synopsis
Félix est souffleur dans un théâtre. Inadapté à la réalité, chacune de ses sorties est une épreuve. Lors d'une expédition au cinéma, il croise Clara. Trop inhibé pour l'aborder, il s'écrit des antisèches façon "sûr de lui". Sa répartie impressionne la jeune femme, qui accepte de dîner avec lui. Félix s'écrit alors le script détaillé de toute la soirée. Malgré quelques aléas, la mise en scène fonctionne. Quand Clara découvre le fameux "carnet", elle rejette Félix et ces manipulations, puis revient à lui, finalement séduite par son imagination.

## Fiche technique
- Réalisation  et scénario : Guillaume Pixie
- Direction artistique :
- Décors : Hugues Tissandier
- Costumes : Catherine Bouchard,  Aurore Vicente
- Photographie : Frank Tymezuk
- Montage : Fabien Ferreri
- Musique : Almo
- Production : 
  - Producteurs : Emmanuel Prévost, Luc Besson (coproducteur)
  - Producteur exécutif : Stéphane Lecomte
- Société de production : EuropaCorp
- Société de distribution : EuropaCorp Distribution (France)
- Pays  :    France
- Genre : comédie romantique
- Durée : 79 minutes
- Date de sortie :	
  -  France : 9 mars 2005 à Paris

## Distribution
- Guillaume Pixie : Félix
- Frédéric Diefenthal : Philippe
- Linda Hardy : Clara
- Élodie Navarre : Mélanie
- Stéphane Olivié-Besson : Fabien
- Vanessa Guedj : Sandrine
- Bastien Lecoquierre : Félix enfant
- Patrick Ligardes : Le père de Félix
- Alexandre Daveluy : Philippe enfant
- Laurent Schilling : Le metteur en scène
- Tessa Volkine : Sœur Sandrine
- Xavier Brière : Le maître d'hôtel
- Michèle Seeberger : Dame taxi
- Chrystel Seyvecou : La femme du restaurant